# Diocèses et archidiocèses d'Espagne
L'article recense les diocèses, archidiocèses et les autres Églises particulières de l'Église catholique ayant leur siège en Espagne.

Carte des diocèses et archidiocèses d’Espagne. Les archidiocèses sont en couleur foncée, les diocèses en couleur claire.

## Présentation générale
Pour un article plus général, voir Église particulière.
En 2024, l'Église catholique en Espagne compte soixante-neuf Églises particulières auxquelles s'ajoute un ordinariat militaire (l'Arzobispado castrense de España) et un ordinariat oriental.

### Territoire
Ensemble, les soixante-neuf Églises particulières couvrent l'intégralité du royaume d'Espagne et de la principauté d'Andorre, dont le territoire est compris dans le diocèse d'Urgell.
Les îles Canaries sont partagées entre le diocèse éponyme et celui de San Cristóbal de La Laguna.
La ville autonome de Ceuta relève du diocèse de Cadix et Ceuta ; celle de Melilla, du diocèse de Malaga.
Le territoire britannique d'outre-mer de Gibraltar forme le diocèse éponyme.

### Particularités
Il n'y a, en Espagne, ni patriarcat, ni abbaye territoriale, ni prélature territoriale, ni vicariat apostolique, ni préfecture apostolique, ni administration apostolique.
Les soixante-neuf Églises particulières comprennent quatorze archidiocèses et cinquante-cinq diocèses.
Les quatorze archidiocèses sont métropolitains ; et les cinquante-cinq diocèses, suffragants d'un des quatorze archidiocèses.
L'archevêque métropolitain de Tolède jouit d'une primauté d'honneur en sa qualité de « primat d'Espagne ».
L'évêque d'Urgell est un des deux coprinces d'Andorre, l'autre étant le président de la République française.
Quant à l'ordinariat militaire (es) et à l'ordinariat des catholiques orientaux, ils sont exempts et relèvent immédiatement du Saint-Siège.

## Liste des Églises particulières par province ecclésiastique

### Province ecclésiastique deBarcelone
- Archidiocèse de Barcelone
- Diocèse de Sant Feliu de Llobregat
- Diocèse de Terrassa

### Province ecclésiastique deBurgos
- Archidiocèse de Burgos
- Diocèse de Bilbao
- Diocèse d'Osma-Soria
- Diocèse de Palencia
- Diocèse de Vitoria

### Province ecclésiastique deGrenade
- Archidiocèse de Grenade
- Diocèse d'Almería
- Diocèse de Carthagène
- Diocèse de Guadix
- Diocèse de Jaén
- Diocèse de Malaga

### Province ecclésiastique deMadrid
- Archidiocèse de Madrid
- Diocèse d'Alcalá de Henares
- Diocèse de Getafe

### Province ecclésiastique deMérida-Badajoz
- Archidiocèse de Mérida-Badajoz
- Diocèse de Coria-Cáceres
- Diocèse de Plasencia

### Province ecclésiastique d’Oviedo
- Archidiocèse d’Oviedo
- Diocèse d'Astorga
- Diocèse de León
- Diocèse de Santander

### Province ecclésiastique dePampeluneetTudela
- Archidiocèse de Pampelune et Tudela
- Diocèse de Calahorra et La Calzada-Logroño
- Diocèse de Jaca
- Diocèse de Saint-Sébastien

### Province ecclésiastique deSaint-Jacques-de-Compostelle
- Archidiocèse de Saint-Jacques-de-Compostelle
- Diocèse de Lugo
- Diocèse de Mondoñedo-Ferrol
- Diocèse d'Orense
- Diocèse de Tui-Vigo

### Province ecclésiastique deSaragosse
- Archidiocèse de Saragosse
- Diocèse de Barbastro-Monzón
- Diocèse de Huesca
- Diocèse de Tarazona
- Diocèse de Teruel et Albarracín

### Province ecclésiastique deSéville
- Archidiocèse de Séville
- Diocèse de Cadix et Ceuta
- Diocèse des Canaries
- Diocèse de Cordoue
- Diocèse de Huelva
- Diocèse d'Asidonia-Jerez
- Diocèse de Tenerife

### Province ecclésiastique deTarragone
- Archidiocèse de Tarragone
- Diocèse de Gérone
- Diocèse de Lérida
- Diocèse de Solsona
- Diocèse de Tortosa
- Diocèse d'Urgell
- Diocèse de Vic

### Province ecclésiastique deTolède
- Archidiocèse de Tolède
- Diocèse d'Albacete
- Diocèse de Ciudad Real
- Diocèse de Cuenca
- Diocèse de Sigüenza-Guadalajara

### Province ecclésiastique deValence
- Archidiocèse de Valence
- Diocèse d'Ibiza
- Diocèse de Majorque
- Diocèse de Minorque
- Diocèse d'Orihuela-Alicante
- Diocèse de Segorbe-Castellón

### Province ecclésiastique deValladolid
- Archidiocèse de Valladolid
- Diocèse d'Ávila
- Diocèse de Ciudad Rodrigo
- Diocèse de Salamanque
- Diocèse de Ségovie
- Diocèse de Zamora

### Hors province
- Ordinariat militaire d'Espagne (es)
- Ordinariat d'Espagne des catholiques orientaux